# Monseshøj

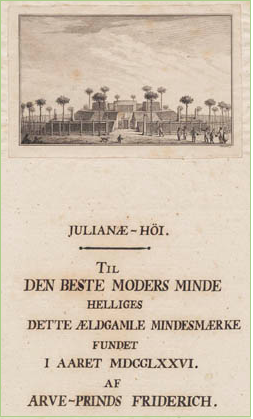
Titelblatt von Gerhard Schøning (17221780): Heimskringla, II, 1778

Der Monseshøj (auch Julianehøj genannt) ist ein jungsteinzeitliches Ganggrab, dessen Fassade im 18. Jahrhundert im französischen Stil umgestaltet wurde. Der Julianehøj liegt in der Jægerspris Mark auf dem Gelände des Schlosses Jægerspris auf der dänischen Insel Seeland. Die Megalithanlage der Trichterbecherkultur (TBK), entstand zwischen 3500 und 2800 v. Chr.
Der Hügel ist etwa 3,5 m hoch und hat 35,0 m Durchmesser. Die am Südende offene, ovale, etwa 8,0 m lange, 1,9 m breite und 1,75 m hohe Kammer besteht aus 15 Tragsteinen und fünf Decksteinen. Das Ganggrab wurde restauriert und etwas verändert. Der Gang wurde nicht ausgegraben.
Im Jahr 1776 wurde der Monseshøj von Erbprinz Friedrich und seinem Kabinettssekretär Ove Høegh-Guldberg ausgegraben. Da man annahm, dass es sich um ein altes Königsgrab handelte, wurde beschlossen, den Hügel zum Nationaldenkmal zu machen. Der Bildhauer Johannes Wiedewelt löste die Aufgabe der Gestaltung, indem er den Hügel in eine terrassierte Anlage mit geschnittenen Hecken, Bäumen und sieben Marmorsäulen zum Gedenken an die sagenhaften „heidnischen Könige“ verwandelte. Der Eingang zum Grabmal wurde mit einem pompösen Marmorportal markiert. Das Ganze wurde von einem hohen Zaun umgeben. Der Name Julianehøj war eine Hommage an die Königswitwe Juliane Marie (1729–1796).
Später legte man den Runenstein N KJ81 oder NIæR 9 (auch Igijon‘s Hallar genannt) aus dem 5. Jahrhundert, aus Quarzit auf den Julianehøj. Er stammt von Stenstad in der Fylke Telemark in Norwegen und trägt eine urnordische Inschrift.
In der Nähe liegt das Ganggrab im Jægerspris Skove.

Monses- oder Julianehøj
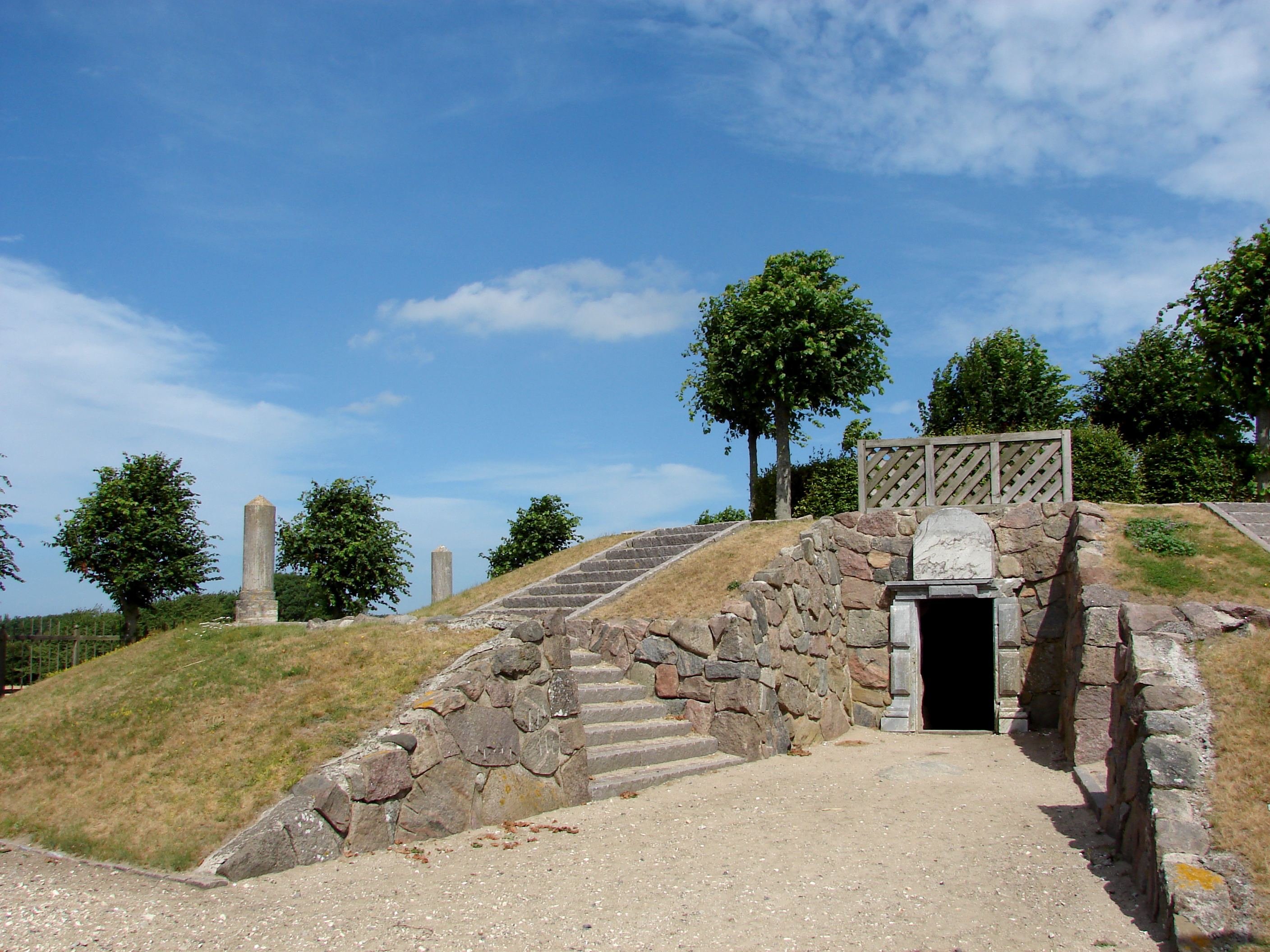
Monseshøj
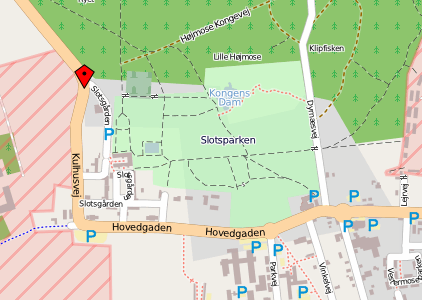
Karte
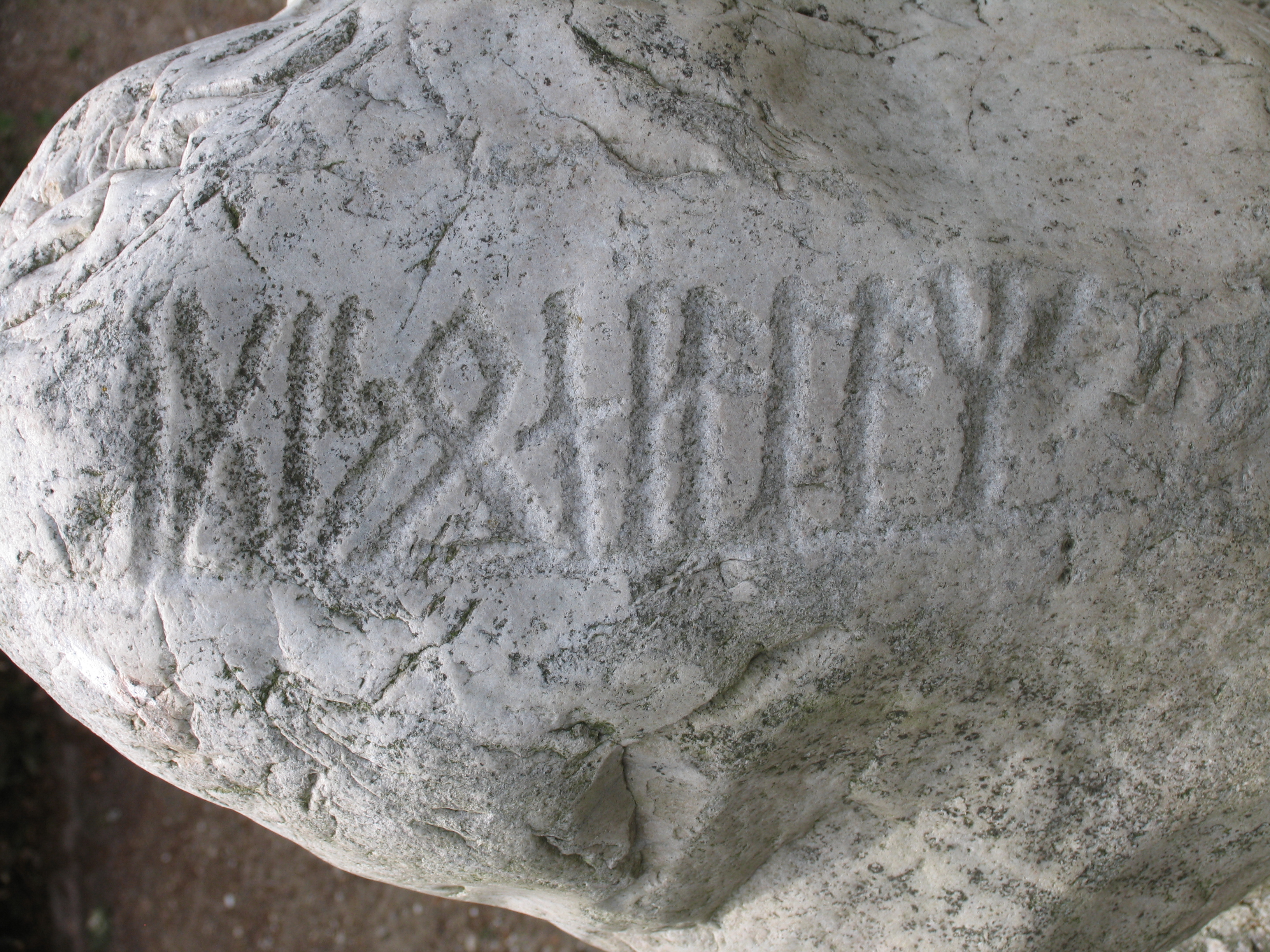
Der norwegische Runenstein